# هانس-اوه پیلتس
هانس-اوه پیلتس (به آلمانی: Hans-Uwe Pilz) بازیکن فوتبال و هافبک اهل آلمان شرقی بود که از سال ۱۹۸۲ میلادی عضو تیم ملی فوتبال آلمان شرقی بوده‌است. وی در ۳۵ بازی ملی حضور داشته و در بازی‌های ملی‌اش گلی به ثمر نرساند. هانس-اوه پیلتس آخرین بازی ملی خود را در سال ۱۹۸۹ میلادی انجام داد.